# Буріння свердловин на депресії і репресії
Буріння свердловин на депресії і репресії — технологія буріння свердловин.

## Буріння свердловин на депресії (UBD)
Буріння свердловин на депресії (UBD) — це технологія буріння свердловин з негативним диференціальним тиском в системі свердловина–пласт, коли пластовий тиск перевищує тиск стовпа рідини у свердловині. При такій технології фільтрат промивальної рідини, рідина глушіння і т. ін. не потрапляють в продуктивний пласт, що не призводить до погіршення колекторських властивостей пласта.
При створенні депресії на пласт у свердловину надходитиме пластовий флюїд (газ, нафта, вода) з різним дебітом. Дебіт флюїду залежить від величини депресії і колекторських властивостей пласта. Зазвичай продуктивність пласта визначають в результаті проведення комплексних газогідродинамічних, гідрогеологічних та геофізичних досліджень після його розкриття і в закінченій бурінням свердловині.
Буріння свердловин на депресії дозволяє:
– мінімізувати забруднення пласта, у тому числі привибійної зони пласта (ПЗП);
– забезпечити одночасне підвищення коефіцієнта вилучення нафти (КВН) і припливу, у зв'язку з мінімізацією забруднення колекторів;
– збільшити показник проходки на долото і збільшити механічну швидкості буріння, у зв'язку зі зниженням пригнічуючого тиску на вибій свердловини;
– знизити негативний вплив промивальної рідини на колекторські властивості привибійної зони пласта.
Технологія буріння на депресії дозволяє ефективно підтримувати (регулювати) заданий диференційний тиск в системі свердловина–пласт, що знижує ймовірність поглинання промивальної рідини, флюїдопроявлення, осипів, обвалів та інших ускладнень стовбура свердловини.
При використанні цієї технології застосовують такі промивальні рідини:
– рідину з низькою густиною (воду або нафту);
– аеровані рідини, газифіковані повітрям, азотом, природним газом або гази двигунів внутрішнього згоряння (ДВЗ).
При використанні технології буріння на депресії дебіт свердловини виростає в рази.
Ефективність цієї технології знижується внаслідок її високої вартості.
Буріння свердловин на депресії не завжди технологічно можливе.
Допустима депресія на стінки свердловини при бурінні не повинна перевищувати 10—15 % ефективних скелетних напружень (різниця між гірничим і поровим тиском порід).
При освоєнні свердловин допустима депресії визначається з умови забезпечення стійкості привибійної зони пласта і міцності цементного кільця за обсадною колоною.
Депресія в 10—15 % ефективних скелетних напружень мала, в інших випадках — велика або навіть неприпустимо велика. Наприклад, на виснажених родовищах (особливо газоконденсатних і газових), де падіння пластового тиску від початкового рівня доходить до 4 разів, використання цієї технології можливе з урахуванням величини коефіцієнта аномального тиску пластів (kа) залежно від глибини. Для kа = 0,5 — 1,0 мінімальна глибина становитиме приблизно 1 км, для kа = 1,5 — не менш як 2,5 км, для kа = 2,0 — більш як 4 км.

## Буріння на репресії
Буріння на репресії, буріння свердловин, коли тиск стовпа рідини у свердловині перевищує пластовий тиск. Розкриття пласта відбувається за рахунок циркуляції промивальної рідини середньої густини 1200—1300 кГ/м3.
Буріння на репресії ефективне на свердловинах незначної глибини й у нестійких ґрунтах.
Недоліком буріння на репресії є відносно швидке зниження дебіту свердловин. Протягом 20 років експлуатації свердловин продуктивність свердловин може знижуватися від 5 до 60 разів через швидке падіння проникності пласта, у тому числі його привибійної зони. Це є наслідком кольматації (закупорювання) породи-колектора при бурінні, незалежно від інструменту і типу бурового обладнання, що застосовується.